# Tigellinus
Tigellinus was de commandant van de pretoriaanse garde in Rome en een belangrijk persoon in de vriendenkring van Nero. Hij heeft een belangrijke rol gespeeld bij de jacht op de christenen na de brand. Hij is een belangrijk personage in de roman Quo Vadis van Henryk Sienkiewicz.